# Adonai
Adonai (in ebraico אֲדֹנָי ) significa letteralmente "miei signori": adon-im, plurale di adon (signore), con il suffisso -ai (miei). Nonostante la forma plurale, l'espressione è usata con verbi al singolare, in conformità all'uso di mettere al plurale, a titolo d'onore, il soggetto singolare (plurale di enfasi, di dignità, di eccellenza o di maestà).

## Dio degli ebrei
Il più comune nome di Dio nella Bibbia è quello che in ebraico è scritto con le quattro lettere יהוה (YHWH) e per questo motivo è chiamato il tetragrammaton o tetragramma biblico, l'entità a quattro lettere della Bibbia. Esso appare 5410 volte nel testo ebraico della Bibbia. Pronunciare questo nome è considerato vietato. Perciò nella lettura pubblica si legge al posto del nome יהוה, che si conserva nel testo scritto, il nome o titolo "Adonai" (Mio Signore) o, se "Adonai" (Mio Signore) si trova già accanto, si legge, per evitare la ripetizione di "Adonai", la parola "Elohim" (אֱלֹהִים), che significa "Dio". Perciò generalmente nella cultura ebraica "Adonai" indica il Dio della Bibbia, ed è anzi uno dei più diffusi fra i nomi di Dio nella Bibbia, apparendo nel Tanakh più di 300 volte, di cui la prima è Genesi 15:2, dove Abramo si indirizza a Dio chiamandolo Adonai + tetragrammaton.
Questa usanza veniva adottata anche nelle antiche versioni in altre lingue della Bibbia ebraica, per cui nella Septuaginta il tetragrammaton è reso con le parole greche Κύριος (Signore) e Θεός (Dio).
Allorché nel testo masoretico (a partire dal VI-X secolo d.C.) si aggiunsero i segni delle vocali al puro scheletro consonantico con cui le culture semitiche scrivono i loro idiomi, furono aggiunte al tetragrammaton le vocali di Adonai, per ricordare al lettore di pronunciare al suo posto la parola "Adonai".
Come risultato dell'usanza di sostituire il tetragrammaton con "Adonai", lo stesso "Adonai" acquistò tanta santità che i giudei tendono ad usare al suo posto, fuori della lettura sacra e delle preghiere, l'espressione HaShem ("il Nome").

## Adon
Alla base di Adonai sta il termine adon, אדון (signore), che si trova applicato nella Bibbia ebraica sia a persone umane (per esempio in Genesi 45:8 sia al Dio di Israele (per esempio in Esodo 34:23).
Adoni (adon al singolare, con il suffisso possessivo della prima persona singolare) significa "signor mio".
La forma plurale dello stesso termine, adonim, è anch'essa impiegata in relazione sia a un individuo umano (per esempio in Genesi 42:33) sia in relazione al Dio di Israele (per esempio in Deuteronomio 10:17).
La figura di Adonis nella mitologia greca è comunemente messa in relazione con il culto semitico della divinità Adon nella zona dell'attuale Siria e Libano.